# П'ять стовпів ісламу
П'ять стовпів ісламу (араб. ركان الإسلام خمسة‎‎ хамсат уль-аркян аль-іслам) — основні приписи шаріату, що утворюють основу ісламу, і обов'язкові для всіх віруючих мусульман.
Вчення про п'ять стовпів ґрунтується на відомому хадисі, що міститься в основних збірниках мусульманського Священного Писання:

| Посланник Бога, хай благословить його Господь і вітає, сказав: «Іслам ґрунтується на п'яти (стовпах): свідоцтві про те, що немає божества, крім Бога, і що Мухаммад — посланник Божий, здійсненні молитви, виплаті пожертвування, вчиненні паломництва і дотриманні посту в місяць Рамадан». |

## П'ять стовпів

### Символ віри
У перекладі з арабської мови шахада(т) означає «свідчення». Спочатку шахада була бойовим кличем, який викрикували воїни Мухаммада, нападаючи на ворога.
Перша частина свідоцтва, «А́шгаду ан ля іля́га ілль Алла́г», дослівно перекладається: «Свідчу, що немає божества, крім Всевишнього (Аллаха)». Шахада містить у собі два основних догмата ісламу:
- сповідання єдинобожжя, монотеїзм.
- визнання божественної місії Мухаммада.

Проголошенням шахади починається будь-яка молитва, будь-яка релігійна, а іноді і світська церемонія (прийняття пологів, обрізання, підписання весільного контракту, обмивання небіжчика, заколювання жертовної тварини та інші побутові обряди, а також державні заходи).

### Молитва
| " | Читай те, що вселено тобі з Писання, і справляй намаз. Воістину, намаз оберігає від мерзоти і поганого. Але поминання Аллага - набагато важливіше, і Аллах знає про те, що ви творите. Аль-Анкабут 29:45 (Якубович) | " |

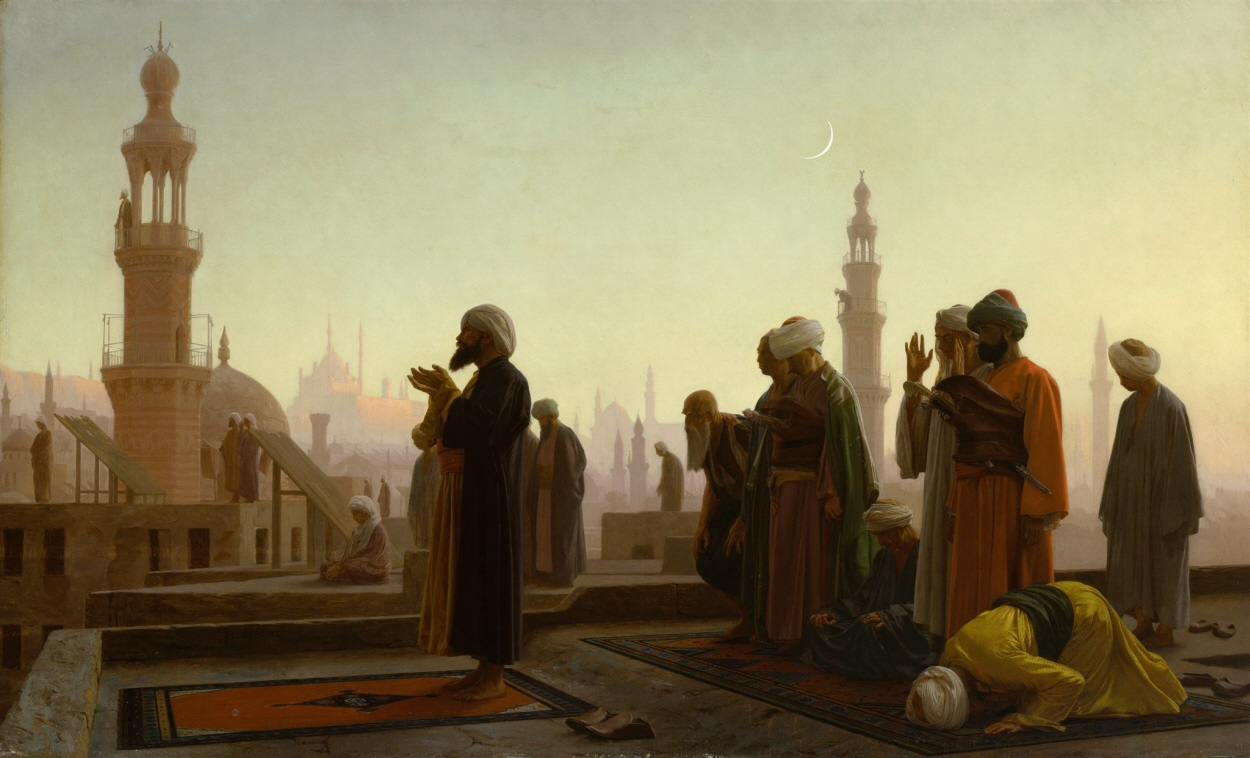
Мусульмани під час молитви. Каїр, Єгипет, 1865 рік

Кожен мусульманин зобов'язаний п'ять разів на день здійснити молитву в певний час, відповідно до встановленого ритуалу. До здійснення ритуалу молитви слід виконати обряди очищення (ат-тахара). Тахара містить у собі дії, мета яких — досягнення обрядової чистоти. У неї входять «тахара внутрішня» — очищення душі від непорядних помислів, гріха або гніву і «тахара зовнішня», що передбачає очищення тіла, одягу, взуття, житла і т. д.
Молитву можна здійснювати в будь-якому місці, але в п'ятницю, особливо чоловікам, рекомендується бути присутніми на спільному намазі в мечеті.
Якщо час молитви застигає людину у дорозі, їй для її здійснення треба, крім перерахованих вище обмивань, знайти кіблу (напрям на Мекку). Зазвичай, якщо мусульманин знаходиться в дорозі і не може точно визначити кіблу по сонцю, він орієнтується на найближчу мечеть. Потім слід розстелити килимок для молитви, а при його відсутності — чисту тканину або папір без нанесених на ньому друкарських знаків. Килимок ніби відокремлює людину від зовнішнього світу. Потім мусульманин читає першу суру Корану «аль-Фатіха», яка у мусульман займає таке ж місце, як «Отче наш» у християн.
Молитва не зараховується, якщо вона була перервана, або якщо у людини з'явилися якісь хворобливі прояви.
Молитви в ісламі підрозділяється на:
- Обов'язкові (фард/ваджиб);
- Схвалювані (сунна);
- Додаткові (нафіля).

### Виплата очисного пожертвування
Походження слова закят пов'язують з староєврейською словом Закут, що означає «чеснота». Існує також думка про те, що генетично закят пов'язаний з арабським племінним звичаєм (який має до-ісламське походження), мета якого створити спеціальний фонд для нужденних членів племені. Податок стягується з майна і доходів мусульманина (але не іновірця). Слово «закят» вперше з'являється в мекканських сурах Корану і означає «виплата». Але саме стягування податку було введено після хіджри Мухаммеда (переселення з Мекки до Медіни).
Існують і добровільні пожертви — садака (щирий дар). Крім того, садака може застосовуватися як штраф.
Гроші, зібрані з мусульман у вигляді закяту, зазвичай знаходяться у розпорядженні каді і повинні витрачатися в тому окрузі, де були зібрані.
Закят і садака мають багато спільного. Перш за все, у них спільні цілі і коло осіб, яким надається допомога. Але якщо закят — це регулярно виплачуваний податок, то садака — це добровільне пожертвування, сума і час виплати якого визначається дарувальником.

### Піст в місяць Рамадан
Здавна народи Близького Сходу, які належали до різних релігій, здійснювали пости, що було пов'язано з обмеженнями в їжі, викликані їх господарським циклом. Зокрема, в арабів в доісламські часи було кілька постів, у тому числі в перші десять днів мухарраму — першого місяця місячного календаря. Піст в місяць рамадан триваліший: він становить 30 днів. Вважається, що він був встановлений пророком Мухаммадом через 17-18 місяців після хіджри.
На відміну від християнського, мусульманський піст полягає не в утриманні від тих чи інших видів їжі, а в повному утриманні від їжі, всякого пиття і будь-яких задоволень протягом усього дня, від світанку до настання темряви. Крім цього заборонено палити, вдихати аромати, купатися, грати в азартні ігри, розважатися або мати інтимні стосунки. Заборона також накладена на ін'єкції, ліки, чищення зубів, жування жуйки.
Вважається, що в період рамадану мусульмани повинні віддаватися благочестивим роздумам, робити добрі справи. Піст в місяць рамадан був встановлений в нагадування про те, що саме тоді Мухаммад отримав перше божественне одкровення (Коран. Сура 96:1-5). Мусульмани особливо відзначають ніч з 26 на 27 рамадану (араб. лейлат аль-кадр - «ніч приречення»), коли було послано Коран. Вночі в мечеті після «Фатіх» (перша сура Корану) читають п'ять разів суру 112 («Аль-Іхлас») і просять прощення за свої гріхи і гріхи своїх рідних і близьких.
Проте в богословському світі немає чіткої думки щодо того, коли ж відбулася головна подія цього місяця, а саме, перша зустріч Мухаммада з архангелом Джабрілем (Гавриїлом в християнстві), який продиктував йому божественне одкровення. Тому прийнято всі непарні ночі останніх десяти діб рамадану присвячувати справам благочестя.
Ісламська етика передбачає, що не всі мусульмани будуть в змозі дотримати піст. У зв'язку з цим визначено ряд осіб, які від нього звільняються. Зокрема, від посту звільнені муджахідун — учасники священної війни. Сьогодні під цю категорію в першу чергу потрапляють військовослужбовці. Однак змусити їх ігнорувати обряди посту ніхто не має права.
Піст завершується святом розговіння (араб. ід аль-фітр). Крім обов'язкового посту іслам дозволяє добровільні пости в будь-який час року.

### Паломництво
Коран вважає відвідування Мекки і Медини обов'язком кожного мусульманина. Хадж приурочений до часу свята жертвопринесення — Ід аль-адха, одного з двох головних свят ісламу.
Це свято пов'язане з легендою, за якою головне святилище мусульман Кааба, було побудоване Адамом, зруйновано під час потопу, але відновлено Авраамом і його сином Ісмаїлом. Хадж починається на 7-й день місяця зу-ль-хіджжа в Мекки, а свято відзначається через три дні, не тільки в долині Міна поблизу Мекки, а й повсюдно в мусульманських країнах.
Паломництво — один з найдавніших арабських обрядів. Ісламські джерела відносять початок здійснення паломництва до епохи Авраама. Про це йдеться в Корані: «І звести серед людей про хадж: вони прийдуть до тебе пішки …» (Коран, сура 22:23). Спочатку паломництво приурочувалося до ярмарку, яка для бедуїнів була великою подією. У своєму нинішньому вигляді хадж існує з часу пророка Мухаммада, тобто понад 1300 років. Сам Мухаммад здійснив своє останнє («прощальне») паломництво у 632 році.
Так само як і всі інші релігійні обов'язки мусульман, хадж суворо регламентований. Хадж не може зробити людина, що не пройшла обрізання. Якщо людина захворіла, то може послати замість себе заступника. Проте літні люди рідко звертаються до такої практики, бо смерть у час хаджу припускає, що мусульманин буде похований біля святих місць. Жінки можуть зробити хадж тільки в супроводі чоловіків.
Поряд з великим паломництвом (хадж) існує і мале — умра, яке можна здійснити в іншу пору року. Мале паломництво, також як і відвідини Медіни, вважається справою богоугодною, але не рівноцінною великому паломництву.